# Pahkajärvi (sjö i Egentliga Finland)
Pahkajärvi är en sjö i Finland. Den ligger i Letala stad i landskapet Egentliga Finland, i den sydvästra delen av landet, 180 km väster om huvudstaden Helsingfors. Pahkajärvi ligger 44 meter över havet. I omgivningarna runt Pahkajärvi växer i huvudsak barrskog. Arean är 24,1 hektar och strandlinjen är 2,23 kilometer lång. Sjön  ingår i Sirppujokis huvudavrinningsområde. 